# Гіпатія (камінь)
Гіпатія — невеликий камінь, який вважається першим відомим зразком ядра комети

## Знайдення
Камінь Гіпатія було відкрито в грудні 1996 року Алі А. Баракатом у точці  25°20′ пн. ш. 25°30′ сх. д. / 25.333° пн. ш. 25.500° сх. д., в тій самій області, де знайдено лівіти

## Назва
Камінь названо на честь Гіпатії Олександрійської (близько 350-370 р. по Р.Х. - 415 р. по Р.Х.) видатної жінки-філософа, астронома, математика та винахідника

## Аналіз
Аналізи, проведені в Південній Африці Яном Крамерсом та його колегами підтвердили, що камінь містить мікроскопічні алмази і має позаземне походження. Вважається, що камінь був частиною тіла, зіткнення з яким  спричинило утворення лівійського пустельного скла  Комета, ймовірно, впала на Землю близько 28 мільйонів років тому. Камінь має дуже незвичайний хімічний склад, його частини можуть бути старшими, ніж Сонячна система
У камені наявна велика кількість поліароматичних вуглеводнів, які входять до складу зоряного пилу. Частина вуглеводнів стала алмазами, але інші елементи не змінилися. Також у камені знайдено алюміній у чистому вигляді, який не трапляється ні на Землі, ні в космосі. Крім того, знайдено незвичайні форми карбідів.